# Widełka

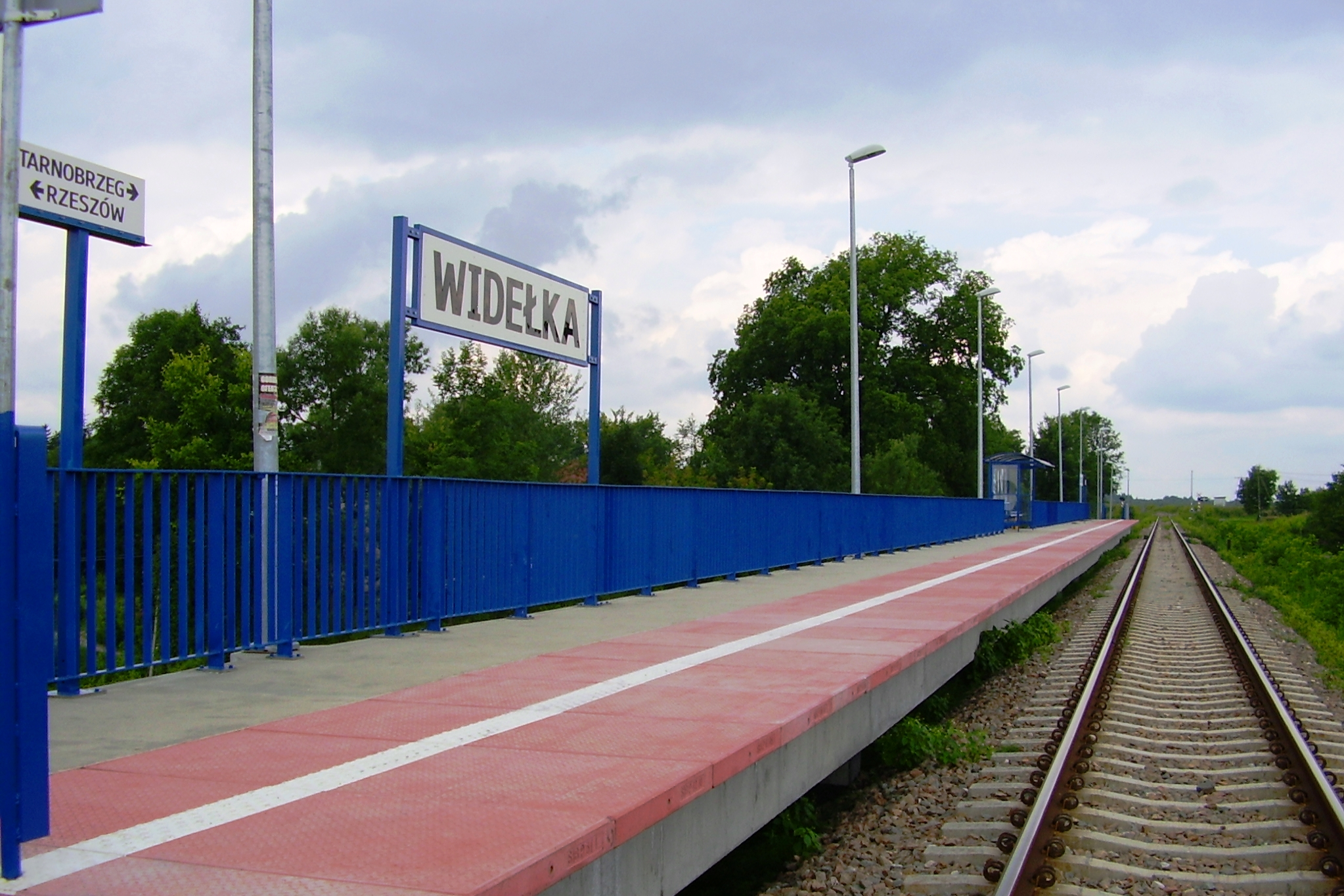
Bahnhof von Widełka

Widełka ist ein Dorf der Stadt-und-Land-Gemeinde Kolbuszowa  im Powiat Kolbuszowski der Woiwodschaft Karpatenvorland, Polen. Widelka ist Standort des einzigen 750-kV-Umspannwerks in Polen.
Von 1975 bis 1998 gehörte das Dorf zur Woiwodschaft Rzeszów.
Durch den Ort verlaufen die Droga krajowa 9 und die Bahnstrecke von Rzeszów nach Tarnobrzeg.